# Юрий Андрухович
Юрий Ихорович Андрухович (на украински: Юрій Ігорович Андрухович) е украински писател, поет, есеист и преводач.

## Биография
Роден е на 13 март 1960 г. в Ивано-Франкивск, Украйна. През 1985 г. става съосновател на поетичната група „Бу-Ба-Бу“, което е съкращение на „бурлеска, балаган, буфонада“, в която участват и поетите Олександър Ирванец и Виктор Неборак.
В периода от 1989 до 1991 г. Андрухович следва в московския Литературен институт „Максим Горки“ и публикува две книги с поезия. През 1991 г. става член на редколегията на литературно-културологичното украинско списание „Четвер“, като е редовен автор и в други големи литературни списания на Украйна.
През 2000 г. публикува в съавторство с полския писател Анджей Сташук сборника с есета „Моята Европа“ (второ издание през 2001). Превежда на украински език Шекспир и американските поети от бийт-поколението; изявява се като текстописец и автор на един музикален албум („Андрухоид“).
Юрий Андрухович е баща на София Андрухович, която също като баща си е писателка.

## Литературно творчество
Към 2015 г. Юрий Андрухович е публикувал пет романа, четири стихосбирки, цикъл кратки разкази, два тома есета, както и художествени преводи от английски, немски, полски и руски език.
Някои от текстовете му, например „Московиада“ и „Перверзия“, са изпълнени в отличителен постмодернистичен стил.
Списъкът на по-значимите му творби включва:
- Небо і площі (1985), стихосбирка
- Зліва, де серце (1989), цикъл разкази
- Середмістя (1989), стихосбирка
- Екзотичні птахи і рослини (1991), стихосбирка
- Рекреації (1992), първи роман
- Московіада (1993), роман
- Перверзія (1996), роман
- Дезорієнтація на місцевості (1999), сборник есета
- Моя Європа (2000/2001), сборник есета с полския автор Анджей Сташук
- Дванадцять обручів (2003), роман
- Пісні для мертвого півня (2004), стихосбирка
- День смерті Пані День (2006), антология с украински преводи на американска поезия от 1950-те и 1960-те
- Диявол ховається в сирі (2006), сборник есета
- Таємниця. Замість роману (2007), роман, съставен от интервюта
- „Majdan! Ukraine, Europa“ (2014), сборник есета, заедно с Ярослав Хрътсак и други ((de)).

Андрухович е преведен на почти всички европейски езици.

### На български
Към 2021 г. четири книги на Юрий Андрухович са преведени и издадени на български:
- 2009 – „Московиада“, Издателство „Парадокс“, преводач: Албена Стаменова
- 2012 – „Дванайсетте обръча“, Издателство „Парадокс“, преводач: Албена Стаменова, Райна Камберова
- 2020 – „Любовниците на Юстиция“, Издателство „Парадокс“, преводач: Албена Стаменова
- 2020 – „Писма до Украйна“, Издателство „Парадокс“, преводач: Албена Стаменова

Текстове на Андрухович (откъси от „Перверзия“ в превод на Иван Тотоманов, откъси от „Дванайсетте обръча“ и някои от неговите есета) са отпечатвани на страниците на списания „Факел“ и „Панорама“.
През 2013 г. Андрухович е почетен гост на фестивала София: Поетики, организиран под надслов „Поетики на кризата“.
През 2020 г. преводът на Албена Стаменова на поетичната книга „Писма до Украйна“ от Юрий Андрухович е удостоен с Националната награда „Христо Г. Данов“.

## Политически възгледи
Андрухович пише на украински и известен с про-украинските и про-европейските си възгледи, макар че рядко е смятан за украинци националист, квалификация, която той категорично отхвърля. В интервютата си казва, че уважава както украинския, така и руския език, и твърди, че опонентите му не разбират, че самото съхраняване на украинския език е поставено под заплаха. По време на изборите за президент на Украйна през 2004 година, Андрухович подписва наред с други 11 атвори отворено писмо, в което нарича съветската култура „естраден език и криминален жаргон“. За двуезичното издание „Зеркало Недели“ Андрухович публикува есета, като самостоятелно ги превежда от украински на руски език.

## Награди и отличия
За литературните си творби и дейността си като общественик, Юрий Андрухович е удостояван с множество национални и международни отличия, сред които Хердерова награда (2001), Наградата за мир на името на Ерих Мария Ремарк (2005), Награда за европейско разбирателство в Лайпцигски панаир на книгата (2006), Наградата Ангелус (2006), Наградата на името на Хана Аренд (2014).
Андрухович е член на редколегията на украинските периодични издания „Krytyka“ и „Potyah 76“.